# Puerto Rico en los Juegos Olímpicos de Roma 1960
Puerto Rico estuvo representado en los Juegos Olímpicos de Roma 1960 por un total de 27 deportistas, 26 hombres y una mujer, que compitieron en 6 deportes.
El portador de la bandera en la ceremonia de apertura fue el jugador de baloncesto Toñín Casillas. El equipo olímpico puertorriqueño no obtuvo ninguna medalla en estos Juegos.